# Lời thì thầm của trái tim
Lời thì thầm của trái tim ( 耳をすませば Mimi wo Sumaseba, nghĩa đen: Nếu lắng nghe kỹ), (tiếng Anh: Whisper of the Heart) là phim thứ 8 (theo thứ tự thời gian công chiếu tại rạp) trong danh sách các phim chính kịch dạng anime của Studio Ghibli.
Đạo diễn của phim là Kondō Yoshifumi với kịch bản được Miyazaki Hayao chuyển thể từ manga cùng tên của Aoi Hiiragi. Đây cũng là phim chiếu rạp đầu tiên của Studio Ghibli mà đạo diễn không phải là Miyazaki Hayao hay Takahata Isao.
Phim được công chiếu vào ngày 15 tháng 7 năm 1995 cùng một phim ngắn khác của Studio Ghibli là On Your Mark.
Năm 2002, Studio Ghibli ra mắt một tác phẩm khác cũng được chuyển thể từ manga của Aoi Hiiragi là Loài mèo trả ơn với sự xuất hiện trở lại của một số nhân vật trong phim này. Tại Việt Nam, phim được chiếu trên SAM - BTV11 vào ngày 28 tháng 4 năm 2016 với tựa "Lời thì thầm của trái tim".

## Tóm tắt nội dung
Nhân vật nữ chính - Tsukishima Shizuku - một học sinh trung học 14 tuổi sống cùng bố mẹ trong một căn hộ chung cư ở Tama New Town, thuộc Tây Tokyo. Cô rất thích đọc sách và có một người bạn thân tên Harada Yuko. 
Chuyện bắt đầu khi cô phát hiện các thẻ mượn sách thư viện luôn xuất hiện cái tên Amasawa Seiji.
Trong lần đi gặp Yuko tại trường, cô gặp một cậu học sinh - người mà sau này cô mới biết là Seiji. Cô có cái nhìn không thiện cảm với cậu trong lần gặp này.
Trên chuyển tàu điện đến thư viện địa phương, cô phát hiện con mèo Moon (Muta). Con mèo dẫn cô đến của hàng đồ cổ. Tại đây, cô bé quen biết ông Nishi Shiro và lần đầu tiên gặp bức tượng con mèo tên Baron Humbert von Gikkingen.
Năm học mới bắt đầu, Shizuku cố gắng tìm thông tin về người tên Amasawa Seiji và thêm một lần nữa gặp mặt Seiji. Lúc đó cô cũng vừa viết xong một lời tiếng Nhật cho bài hát "Take Me Home, Country Roads". 
Sugimura - một bạn học chung - bày tỏ tình cảm với cô. Điều này làm cô bị sốc vì Yuko có tình cảm với Sugimura.
Cô lang thang đến cửa hàng đồ cổ và gặp lại cậu con trai lúc trước. Cô bắt đầu khâm phục tài năng làm đàn của cậu. Họ cùng đàn và hát bài Country Roads bằng tiếng Nhật. Cô bất ngờ khi biết được Amasawa Seiji chính là người mình đã gặp từ lâu.
Sau lần gặp đó, Seiji thông báo với cô rằng cậu sẽ đến Cremona, Ý để học thành thạo nghề làm đàn vĩ cầm. Cô quyết định viết một câu chuyện để theo đuổi sự nghiệp văn chương. Cô dùng toàn bộ thời gian để viết. Điều này ảnh hưởng đến kết quả học tập tại trường khiến gia đình lo lắng. Nhưng cuối cùng câu chuyện cũng tạm hoàn thành.
Ông Nishi đọc xong câu chuyện và cảm nhận được sự đồng cảm với mối tình thời trẻ của mình. Họ cùng ăn mì và ông kể lại về mối tình tại Đức của ông, nơi ông và người yêu phát hiện ra đôi tượng gia đình Baron. Nhưng một bức tượng cần được đi sửa chữa nên ông và Baron cùng về Nhật chờ đợi người yêu và bức tượng kia đến đoàn tụ. Chiến tranh thế giới nổ ra và họ không bao giờ gặp lại nhau nữa.
Shizuku trở về nhà, cô hứa với gia đình sẽ chăm chỉ học tại trường rồi ngủ một giấc thật sâu. Sáng hôm sau, Seiji vừa xuống chuyến bay sớm vội đến chở cô đi đón bình mình.
Hai người cùng ngắm cảnh mặt trời mọc ở Tokyo và Seiji bày tỏ ý nguyện sẽ cưới cô sau khi học nghề xong. Cô vui vẻ nhận lời.

## Nhân vật
| Nhân vật                    |                                                                    | Diễn viên lồng tiếng bản gốc | Diễn viên lồng tiếng Anh - bản Disney |
| --------------------------- | ------------------------------------------------------------------ | ---------------------------- | ------------------------------------- |
| Tsukishima Shizuku          | học sinh trung học cơ sở, rất thích đọc sách.                      | Honna Yōko                   | Brittany Snow                         |
| Amasawa Seiji               | cùng trường với Tsukishima Shizuku, theo đuổi nghề làm đàn vĩ cầm. | Takahashi Issei              | David Gallagher                       |
| Tsukishima Asako            | Mẹ của Shizuku và Shiho.                                           | Muroi Shigeru                | Jean Smart                            |
| Tsukishima Seiya            | Quản lý thư viện, cha của Shizuku và Shiho.                        | Tachibana Takashi            | James Sikking                         |
| Baron Humbert von Gikkingen | Bức tượng từ Đức của ông Nishi.                                    | Tsuyuguchi Shigeru           | Cary Elwes                            |
| Nishi Shiro                 | Chủ tiệm đồ cổ                                                     | Kobayashi Keiju              | Harold Gould                          |
| Harada Yuko                 | Bạn thân của Shizuku.                                              | Kayama Maiko                 | Ashley Tisdale                        |
| Kōsaka-sensei               | Y tá tại trường của Shizuku.                                       | Takayama Minami              | -                                     |
| Kinuyo and Nao              | Bạn cùng trường của Shizuku.                                       | Iizuka Mayumi Chiba Mai      | Mika Boorem Abigail Mavity            |
| Sugimura                    | Bạn cùng trường của Shizuku.                                       | Nakajima Yoshimi             | Martin Spanjers                       |
| Tsukishima Shiho            | Chị của Shizuku.                                                   | Yamashita Yorie              | Courtney Thorne-Smith                 |

## Thực hiện
Lời thì thầm của trái tim ra đời đánh dấu nhiều thay đổi quan trọng trong lịch sử xưởng phim hoạt hình Ghibli. Thứ nhất, đây là lần đầu tiên trong lịch sử xưởng phim, một anime lại được giao vào tay một người đạo diễn khác ngoài Miyazaki Hayao và Takahata Isao. Quay lại thời điểm ra đời của bộ phim vào năm 1995, dường như Ghibli đã tìm được một tiếng nói mới cho mình, một đạo diễn có đủ tài năng để sánh ngang với hai nhà sáng lập xưởng phim. Những ai gắn bó với Ghibli hiển nhiên không xa lạ với cái tên Kondō Yoshifumi, vì ông đã góp mặt trong rất nhiều tác phẩm của Ghibli với vai trò giám chế hoạt hoạ. Nhưng đây là lần đầu tiên ông xuất hiện với vai trò đạo diễn. Sự thành công của bộ phim sau khi ra đời dường như báo hiệu việc Kondō rất có khả năng sẽ là người kế thừa Miyazaki, lúc ấy đang có kế hoạch về hưu. Thế nhưng, cuộc đời của đạo diễn đột ngột bị cắt ngắn ở tuổi 47 bởi một cơn phình động mạch. 

## Âm nhạc
- Mở đầu: "Take Me Home, Country Roads" của Olivia Newton-John
- Kết thúc: "Country Road (カントリー・ロード)" của Youko Honna